# Lieutenant-gouverneur de l'Ohio

Sceau du lieutenant-gouverneur de l'Ohio.

Le lieutenant-gouverneur de l'État américain de l'Ohio est la première personne dans l'ordre du succession de la branche exécutive de l'Ohio après le gouverneur. Cette fonction apparaît en 1852, à la suite de la ratification de la Constitution de l'Ohio (en) de 1851. Le mandat électif initial était de deux ans, mais à la suite d'un amendement passé en 1954, la durée du mandat a été portée à quatre ans. Le lieutenant-gouverneur accède au poste de gouverneur si celui-ci démissionne, décède, est incapable ou fait l'objet d'un impeachment ,.
Avant 1852, en cas de vacance, c'était au président du Sénat d'assurer la fonction de gouverneur,.
Entre 1852 et 1979, le lieutenant-gouverneur assure également la fonction de président du Sénat de l'Ohio,.
Jusqu'en 1974, le lieutenant-gouverneur était élu séparément du gouverneur (pas sur le même « ticket »), c'est pour cette raison que les gouverneurs et les lieutenants-gouverneurs n'ont pas toujours été membres des mêmes partis politiques. En 1978, George Voinovich est le premier lieutenant-gouverneur à être élu sur le même « ticket » que le gouverneur.
Le 28e lieutenant-gouverneur de l'Ohio, Warren G. Harding, a ensuite été élu 29e président des États-Unis.

## Liste des lieutenants-gouverneurs de l'Ohio

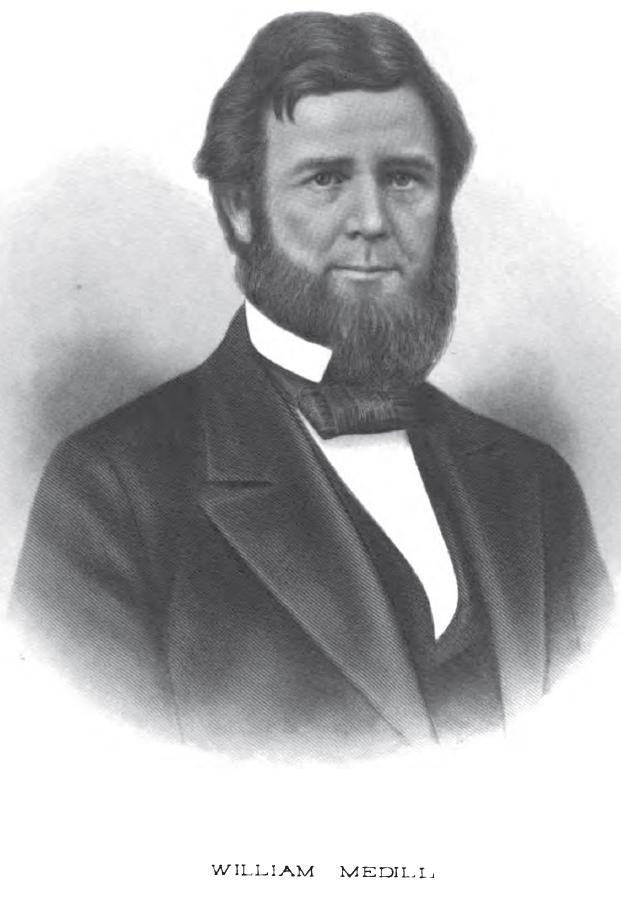
, 1er lieutenant-gouverneur de l'Ohio

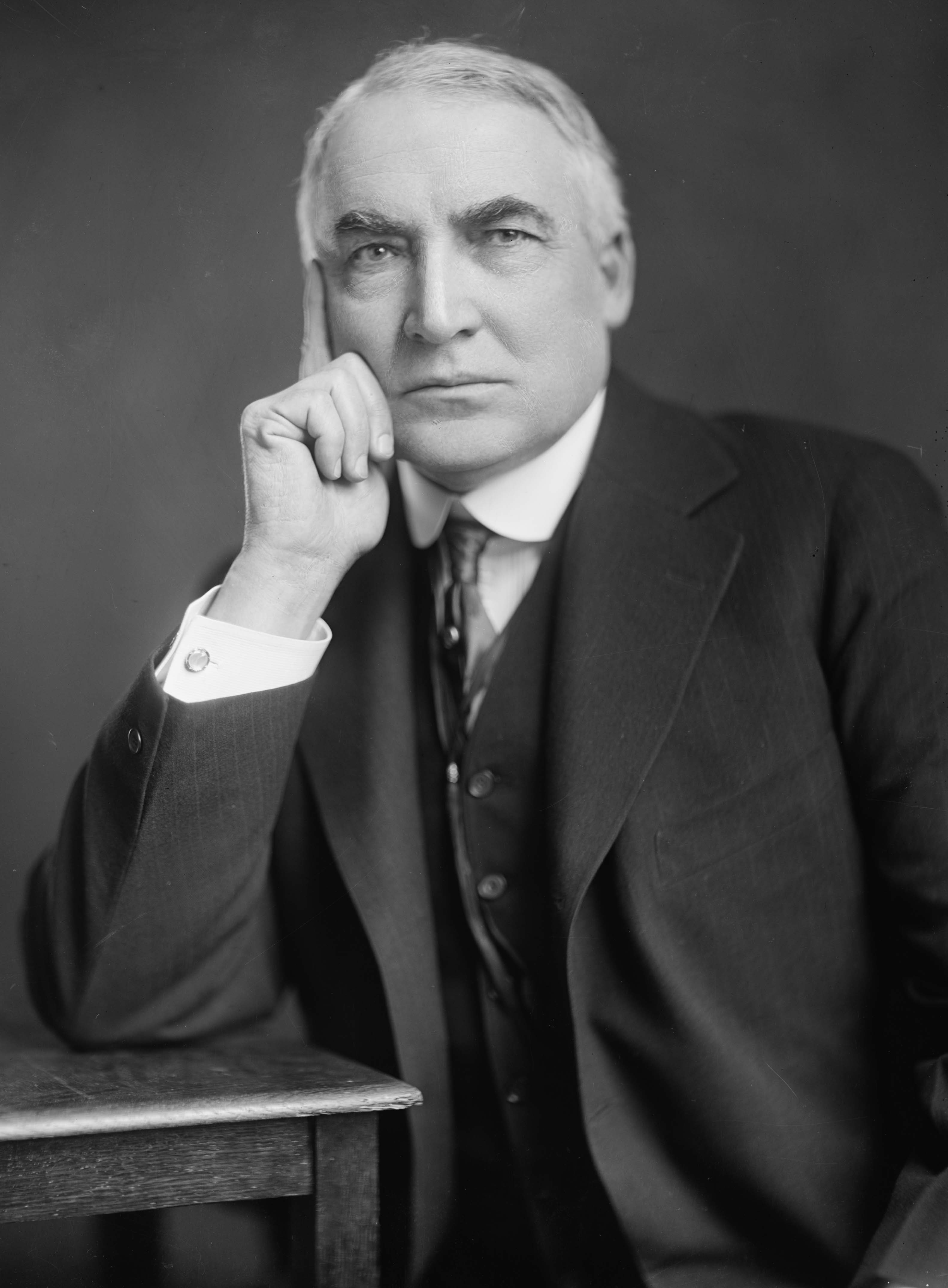
Warren G. Harding, 28e lieutenant-gouverneur de l'Ohio et des États-Unis

| #  | Nom                       | Parti     | Parti       | Dates du mandat               | Gouverneur               | Commentaires |
| -- | ------------------------- | --------- | ----------- | ----------------------------- | ------------------------ | --- |
| 1  | William Medill (en)       |           | Démocrate   | 1852-1853                     | Reuben Wood              | « Acting governor (en) » du 13 juillet 1853 au 9 janvier 1854                                                                        |
| 2  | James Myers (en)          |           | Démocrate   | 1854-1856                     | William Medill (en)      | |
| 3  | Thomas H. Ford            |           | Whig        | 1856-1858                     | Salmon P. Chase          | |
| 4  | Martin Welker (en)        |           | Whig        | 1858-1860                     | Salmon P. Chase          | |
| 5  | Robert C. Kirk (en)       |           | Républicain | 1860-1862                     | William Dennison Jr (en) | |
| 6  | Benjamin Stanton (en)     |           | Républicain | 1862-1864                     | David Tod (en)           | |
| 7  | Charles Anderson          |           | Républicain | 1864-1866                     | John Brough (en)         | « Acting governor (en) » du 29 août 1865 au 8 janvier 1866                                                                           |
| 8  | Andrew McBurney (en)      |           | Républicain | 1866-1868                     | Jacob Dolson Cox         | |
| 9  | John C. Lee (en)          |           | Républicain | 1868-1872                     | Rutherford B. Hayes      | |
| 10 | Jacob Mueller (en)        |           | Républicain | 1872-1874                     | Edward F. Noyes (en)     | |
| 11 | Alphonso Hart (en)        |           | Démocrate   | 1874-1876                     | William Allen            | |
| 12 | Thomas Lowry Young (en)   |           | Républicain | 1876-1877                     | Rutherford B. Hayes      | « Acting governor (en) » du 2 mars 1877 au 14 janvier 1878                                                                           |
| 13 | Harvey W. Curtiss (en)    |           | Républicain | 1877-1878                     | Thomas Lowry Young (en)  | |
| 14 | Jabez W. Fitch (en)       |           | Démocrate   | 1878-1880                     | Richard M. Bishop (en)   | |
| 15 | Andrew Hickenlooper (en)  |           | Républicain | 1880-1882                     | Charles Foster           | |
| 16 | Rees G. Richards (en)     |           | Républicain | 1882-1884                     | Charles Foster           | |
| 17 | John George Warwick (en)  |           | Démocrate   | 1884-1886                     | George Hoadly (en)       | |
| 18 | Robert P. Kennedy (en)    |           | Républicain | 1886-1887                     | Joseph B. Foraker        | |
| 19 | Silas A. Conrad (en)      |           | Républicain | 1887-1888                     | Joseph B. Foraker        | |
| 20 | William C. Lyon (en)      |           | Républicain | 1888-1890                     | Joseph B. Foraker        | |
| 21 | Elbert L. Lampson (en)    |           | Républicain | 1890                          | James E. Campbell        | |
| 22 | William V. Marquis (en)   |           | Démocrate   | 1890-1892                     | James E. Campbell        | |
| 23 | Andrew L. Harris          |           | Républicain | 1892-1896                     | William McKinley         | |
| 24 | Asa W. Jones (en)         |           | Républicain | 1896-1900                     | Asa S. Bushnell          | |
| 25 | John A. Caldwell (en)     |           | Républicain | 1900-1902                     | George K. Nash           | |
| 26 | Carl L. Nippert (en)      |           | Républicain | 1902                          | George K. Nash           | Élu en janvier, il démissionne en mai (avec la bénédiction du gouverneur) pour se présenter à l'« Ohio Courts of Common Pleas (en) » |
| 27 | Harry L. Gordon (en)      |           | Républicain | 1902-1904                     | George K. Nash           | |
| 28 | Warren G. Harding         |           | Républicain | 1904-1906                     | Myron T. Herrick         | |
| 29 | Andrew L. Harris          |           | Républicain | 1906                          | John M. Pattison (en)    | « Acting governor (en) » du 18 juin 1906 au 11 janvier 1909                                                                          |
| 30 | Francis W. Treadway (en)  |           | Républicain | 1909-1911                     | Judson Harmon            | |
| 31 | Atlee Pomerene (en)       |           | Démocrate   | 1911                          | Judson Harmon            | Élu au Sénat des États-Unis |
| 32 | Hugh L. Nichols (en)      |           | Démocrate   | 1911-1913                     | Judson Harmon            | |
| 33 | W. A. Greenlund (en)      |           | Démocrate   | 1913-1915                     | James M. Cox             | |
| 34 | John H. Arnold (en)       |           | Républicain | 1915-1917                     | Frank B. Willis (en)     | |
| 35 | Earl D. Bloom (en)        |           | Démocrate   | 1917-1919                     | James M. Cox             | |
| 36 | Clarence J. Brown (en)    |           | Républicain | 1919-1921                     | James M. Cox             | |
| 36 | Clarence J. Brown (en)    | 1921-1923 | Républicain | Harry L. Davis (en)           |                          | |
| 37 | Earl D. Bloom (en)        |           | Démocrate   | 1923-1925                     | A. Victor Donahey (en)   | |
| 38 | Charles H. Lewis (en)     |           | Républicain | 1925-1927                     | A. Victor Donahey (en)   | |
| 39 | Earl D. Bloom (en)        |           | Démocrate   | 1927-1928                     | A. Victor Donahey (en)   | |
| 40 | William G. Pickrel (en)   |           | Démocrate   | 1928                          | A. Victor Donahey (en)   | |
| 41 | George C. Braden (en)     |           | Républicain | 1928-1929                     | A. Victor Donahey (en)   | |
| 42 | John T. Brown (en)        |           | Républicain | 1929-1931                     | Myers Y. Cooper (en)     | |
| 43 | William G. Pickrel (en)   |           | Démocrate   | 1931-1933                     | George White             | |
| 44 | Charles W. Sawyer         |           | Démocrate   | 1933-1935                     | George White             | |
| 45 | Harold Gerard Mosier (en) |           | Démocrate   | 1935-1937                     | Martin L. Davey (en)     | |
| 46 | Paul P. Yoder (en)        |           | Démocrate   | 1937-1939                     | Martin L. Davey (en)     | |
| 47 | Paul M. Herbert (en)      |           | Républicain | 1939-1941 1941-1943 1943-1945 | John W. Bricker          | |
| 48 | George D. Nye (en)        |           | Démocrate   | 1945-1947                     | Franck J. Lausche        | |
| 49 | Paul M. Herbert (en)      |           | Républicain | 1947-1949                     | Thomas J. Herbert (en)   | |
| 50 | George D. Nye (en)        |           | Démocrate   | 1949-1951 1951-1953           | Franck J. Lausche        | |
| 51 | John William Brown (en)   |           | Républicain | 1953-1957                     | Franck J. Lausche        | « Acting governor (en) » du 3 au 14 janvier 1957                                                                                     |
| 52 | Paul M. Herbert (en)      |           | Républicain | 1957-1959                     | C. William O'Neill (en)  | |
| 53 | John W. Donahey (en)      |           | Démocrate   | 1959-1963                     | Michael V. DiSalle (en)  | |
| 54 | John William Brown (en)   |           | Républicain | 1963-1967 1967-1971           | James A. Rhodes (en)     | |
| 54 | John William Brown (en)   | 1971-1975 | Républicain | John J. Gilligan              |                          | |
| 55 | Richard F. Celeste        |           | Démocrate   | 1975-1979                     | James A. Rhodes (en)     | |
| 56 | George Voinovich          |           | Républicain | 1979                          | James A. Rhodes (en)     | Démissionne à la suite de son élection au poste de maire de Cleveland                                                                |
|    | Poste vacant              |           |             | 1979-1983                     | James A. Rhodes (en)     | |
| 57 | Myrl Shoemaker (en)       |           | Démocrate   | 1983-1985                     | Richard F. Celeste       | Meurt durant son mandat |
|    | Poste vacant              | 1985-1987 | Démocrate   |                               | Richard F. Celeste       | |
| 58 | Paul R. Leonard (en)      |           | Démocrate   | 1987-1991                     | Richard F. Celeste       | |
| 59 | Mike DeWine               |           | Républicain | 1991-1994                     | George Voinovich         | Élu au Sénat des États-Unis |
|    | Poste vacant              | 1994-1995 | Républicain |                               | George Voinovich         | |
| 60 | Nancy Hollister           |           | Républicain | 1995-1999                     | George Voinovich         | « Acting governor (en) » du 31 décembre 1998 au 11 janvier 1999                                                                      |
| 61 | Maureen O'Connor (en)     |           | Républicain | 1999-2003                     | Bob Taft                 | |
| 62 | Jennette Bradley (en)     |           | Républicain | 2003-2005                     | Bob Taft                 | Nommée trésorier de l'État de l'Ohio                                                                                                 |
| 63 | Bruce E. Johnson (en)     |           | Républicain | 2005-2006                     | Bob Taft                 | Démissionne le 8 décembre 2006 |
|    | Poste vacant              |           |             | 2006-2007                     | Bob Taft                 | |
| 64 | Lee Fisher (en)           |           | Démocrate   | 2007-2011                     | Ted Strickland           | |
| 65 | Mary Taylor (en)          |           | Républicain | 2011-2019                     | John Kasich              | |
| 66 | Jon A. Husted             |           | Républicain | depuis 2019                   | Mike DeWine              | |